# Karta wynagrodzeń pracownika
Karta wynagrodzeń (tzw. karta przychodów) – zestawienie wynagrodzenia, składek i podatku z całego roku z podzielnością na miesiące. Karta sporządzana jest co miesiąc dla każdego pracownika indywidualnie (imiennie) na podstawie listy płac – dla pracownika zatrudnionego na pełny etat oraz w niepełnym wymiarze czasu pracy.
Obowiązek prowadzenia karty wynagrodzeń powstaje z dniem zatrudnienia pracownika przez przedsiębiorcę – podatnik wypłacający pracownikowi należność ze stosunku pracy zobowiązany jest do prowadzenia imiennej karty (przychodów) wynagrodzeń pracownika.

## Elementy danych
W przepisach prawa istnieje zapis wskazujący elementy danych jakie powinny znaleźć się na karcie wynagrodzeń:
- imię, nazwisko,
- identyfikator podatkowy (numer identyfikacji podatkowej NIP) albo numer Powszechnego Elektronicznego Systemu Ewidencji Ludności (PESEL),
- datę (miesiąc, w którym nastąpiła wypłata),
- data przekazania zaliczki na rachunek urzędu skarbowego,
- sumę osiągniętych w danym miesiącu przychodów brutto,
- dochód (narastająco od początku roku),
- składniki na ubezpieczenie (emerytalne, rentowe, chorobowe itd.) i składniki wynagrodzenia (podstawa opodatkowania, podatek, koszty uzyskania przychodów, potrącenia, kwota netto itd.)[3].

## Terminy
Zgodnie z przepisami prawa podatnik jest obowiązany wypełnić karty przychodów pracowników najpóźniej w terminie przewidzianym dla przekazania zaliczki na podatek dochodowy od tych przychodów. Zakłady pracy, jako płatnicy PIT od wynagrodzeń pracowników, wpłacają kwoty pobranych zaliczek na podatek w terminie do 20 dnia miesiąca następującego po miesiącu, w którym pobrano zaliczki, na rachunek urzędu skarbowego.